# Jean Tiberghien
Jean Tiberghien, né le 2 avril 1995, est un fondeur français. 

## Biographie
Membre du club de La Féclaz, il fait ses débuts dans des courses officielles junior lors de la saison 2011-2012, puis dispute en 2013 le Festival olympique de la jeunesse européenne en Roumanie, terminant au mieux quatrième du dix kilomètres libre.
En 2013-2014, il remporte ses premières courses dans le format du sprint, puis lors de ses premiers championnats du monde junior, qui ont lieu à Val di Fiemme, il remporte la médaille d'or sur le sprint libre et la médaille d'argent sur le relais. Lors de l'édition suivante, il est de nouveau médaillé d'argent sur le relais.
En 2015-2016, passé à la catégorie espoir, Tiberghien prend part au circuit continental de la Coupe OPA, où il finit à quelques reprises dans la top dix, et aux Championnats du monde des moins de 23 ans, remportant la médaille de bronze sur le sprint libre.
Il dispute sa première épreuve de coupe du monde en décembre 2016 au trente kilomètres libre de Davos (45e). Il gagne, plus tard dans la saison, deux épreuves de courte distance dans la Coupe OPA.
Il commence la saison 2018-2019 dans la Coupe du monde, prenant part au mini-Tour de Lillehammer, sans pouvoir marquer de point. Il prend part également à des courses longues distances, gagnant notamment le Marathon de Bessans.
À l'été 2019, Tiberghien remporte un titre de champion de France sur skis à rollers, sur la mass-start.
En février 2020, le fondeur est de nouveau au départ d'une manche de la Coupe du monde à l'occasion du Ski Tour en Scandinavie, où il en profite pour marquer ses premiers points avec une 28e place sur une étape .

## Palmarès

### Coupe du monde
- Meilleur classement général : 146e en 2020.
- Meilleur résultat individuel : 28e.

#### Classements détaillés
| Saison / Épreuve | Général | Général | Distance | Distance | Sprint | Sprint |
| ---------------- | ------- | ------- | -------- | -------- | ------ | ------ |
| Saison / Épreuve | Place   | Points  | Place    | Points   | Place  | Points |
| 2020             | 146e    | 3       | 91e      | 3        | -      | -      |

### Championnats du monde junior etmoins de 23 ans
- Rasnov 2016
  -  Médaille de bronze du sprint libre.

### Championnats du monde junior
- Val di Fiemme 2014 :
  -  Médaille d'or du sprint libre.
  -  Médaille d'argent du relais.
- Almaty 2015 :
  -  Médaille d'argent du relais.

### Coupe OPA
- Premier du classement général en 2018 et 2020.
- 12 podiums, dont 3 victoires.